# Maniwaki
Maniwaki is een Canadese stad (ville) ten noorden van Gatineau, gelegen ten noordwesten van Montréal in de provincie Québec. Het is gelegen aan de Gatineau en is de administratieve hoofdplaats van de regionale gemeente La Vallée-de-la-Gatineau. In 2006 telde de plaats 4.102 inwoners. Het stadje ligt op de landtong waar de Désert en de Gatineau samenvloeien, met nog een uitbreiding naar het oosten, aan de overkant van de Gatineau, bereikbaar via de brug van de Boulevard Déléage die een onderdeel is van de Route 107. Deze takt in het stadje aan op de Route 105, de andere belangrijke ontsluitingsweg voor Maniwaki.
In 1848 stuurden de Oblaten van de Onbevlekte Maagd Maria namens de autochtone Algonkins een rekwest aan de overheid in Bytown – het tegenwoordige Ottawa – om het gebied voor hen af te bakenen. Maniwaki betekent in het Algonkisch Land van Maria. De Oblaten stellen dat het gebied ook bedoeld was voor de blanken in de omgeving die er later kwamen. Op 15 april 1851 kregen de Oblaten een gebied van 600 arpent toegewezen, ruim twee vierkante kilometer. Deze dag wordt als stichtingsdatum beschouwd.